# Mikroklisoura
Mikroklisoura ( Μικροκλεισούρα (f. sg.)) ist ein Dorf der Gemeinde Nevrokopi in der griechischen Region Ostmakedonien und Thrakien mit 111 Einwohnern (2011). Zusammen mit der Siedlung Perasma bildet es die gleichnamige Ortsgemeinschaft (Topiki Kinotita Mikroklisouras Τοπική Κοινότητα Μικροκλεισούρας) mit insgesamt 137 Einwohnern (2011).
Der Ort ist dem Fluss Nestos nahegelegen. Die bulgarische Grenze liegt etwas mehr als 7 km nördlich. Zur nächstgelegenen Stadt Nevrokopi beträgt die Entfernung etwa 17 km.